# Спиш (комітат)
Спиш, Списький коміт́ат (словац. Spiš; угор. Szepes; лат. Scepusium; пол. Spisz; німецька Zips) — історичний комітат у північно-східній частині Угорського королівства, що межував з коронним краєм австрійських монархій — Королівством Галичини та Володимирії — на півночі, комітатом Ліпто на заході, комітатами Гемер-Кішхонт та Абауй-Торна на півдні, а також Шароським комітатом на сході. Існував до 1920 року.

## Географія

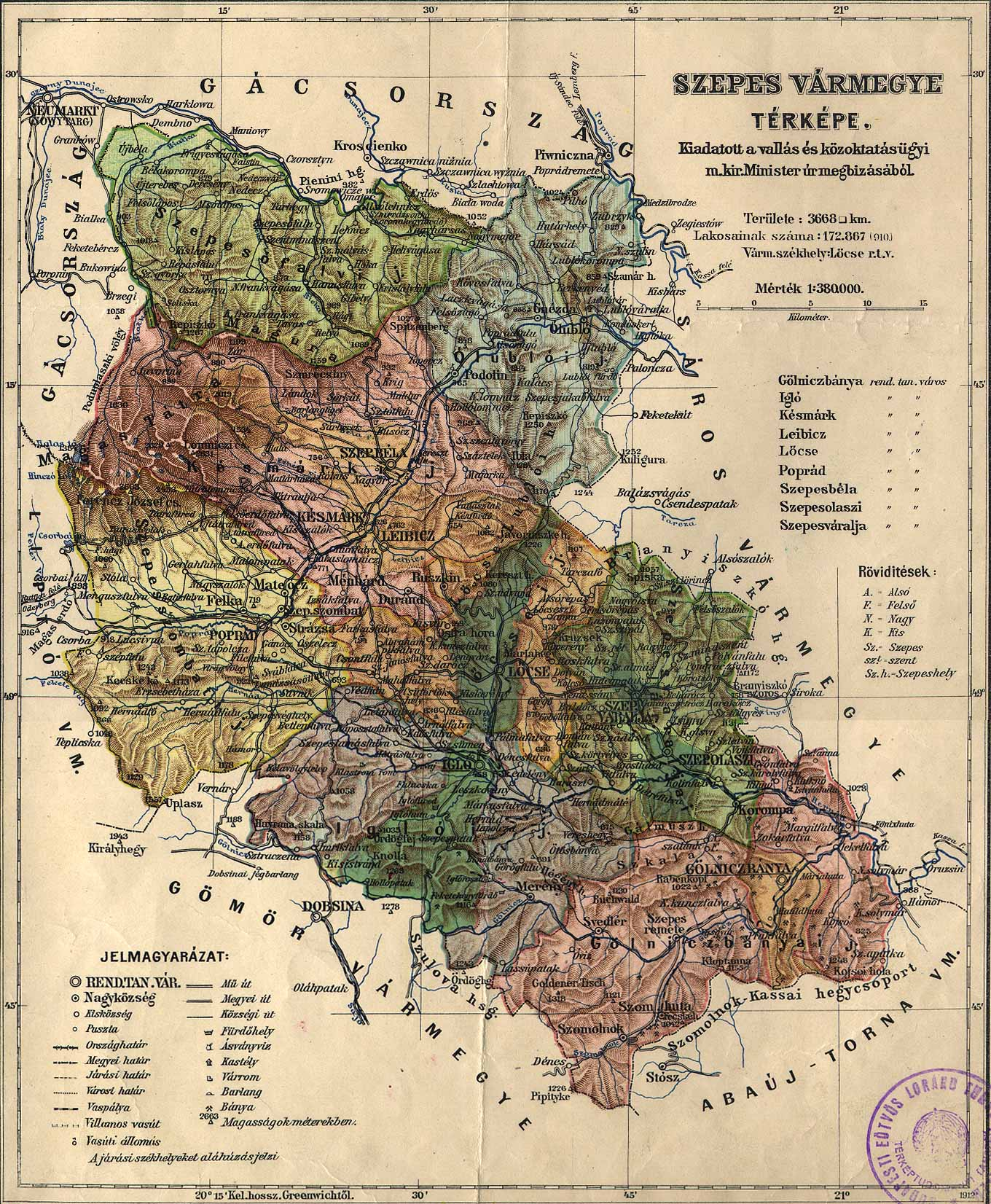
Адміністративний поділ комітату Спиш

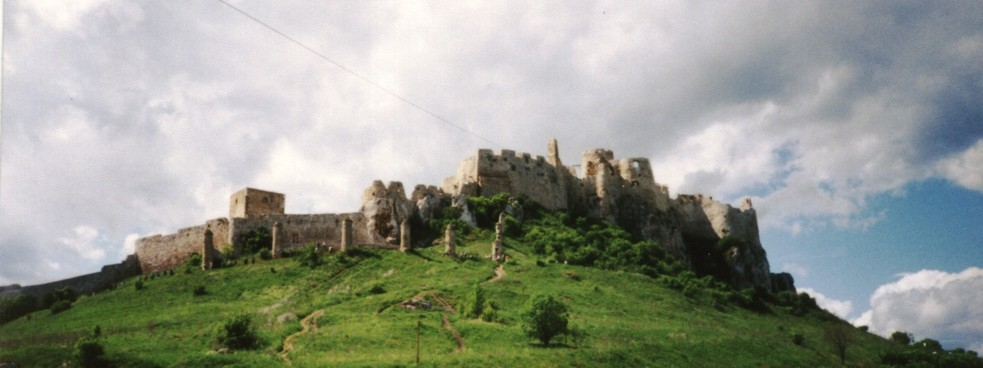
Списький Град

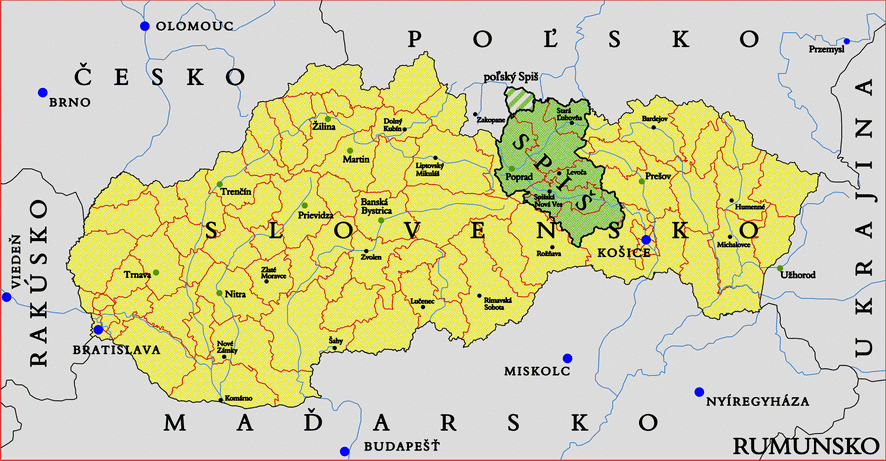
Сучасне географічне розташування Спиша

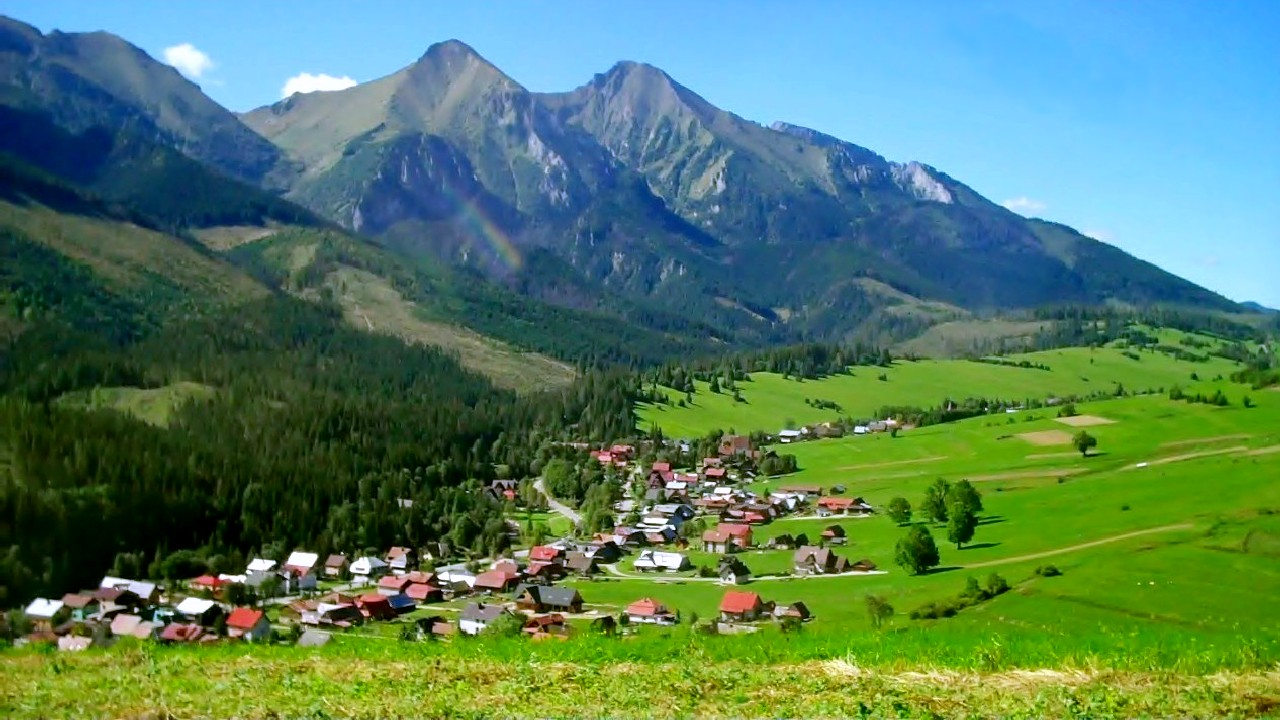
Село Ждяр в Бельянських Татрах

Списький коміт́ат знаходиться в басейнах рік Горнад і Попрад, також на півночі — Дунайця і Вагу — на заході.
Основні гори: Західні Карпати — їхня частина гірський масив Західні Бескиди, гірські масиви Списька Маґура і Левоцьких гір, та їхній хребет П'єніни, невелика частина Високих Татр, Східних Татр (Бельянські Татри) та Словацьких Рудних Гір на півдні.

## Історія

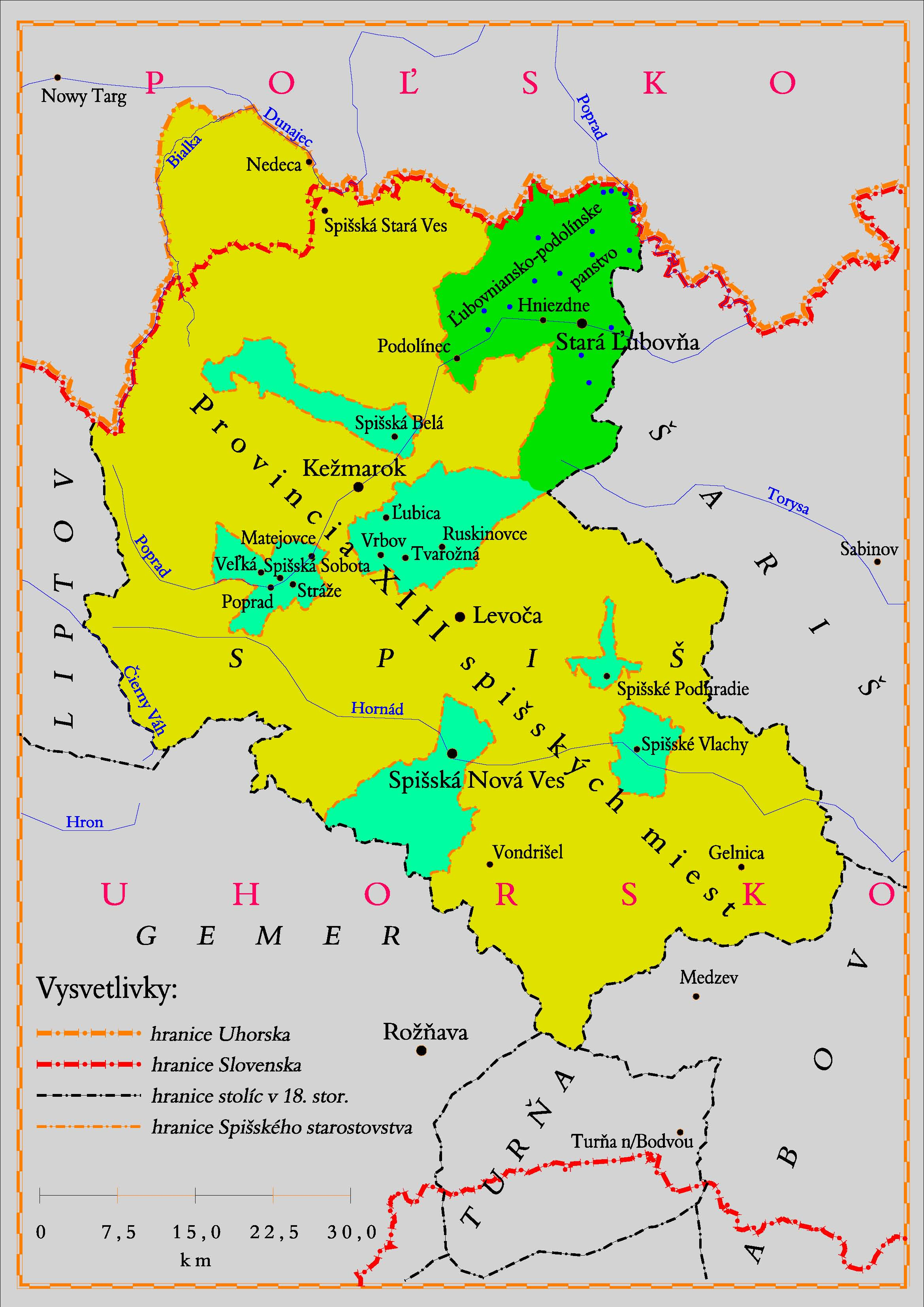
Історичний регіон Спиш. Заставлені землі зображені відтінками зеленого

Територія Спишу пізно заселена, спершу словаками з півдня, поляками з півночі, пізніше (XIII ст.) німцями (спиські міста). Доказом того що русини-українці є корінними мешканцями цього краю, є наприклад село Рускіновце — (sk:Ruskinovce) (назва говорить сама за себе) відоме з XIII ст. століття. Традиції руської церкви на Спиші були особливо сильними. З 886 і до 1300 р.у Підградді Списької Капітули існувало руське єпископство засноване Гораздом у Стритенському монастирі, остання згадка про який походить із 1274 р. У 1312 р. Карл Роберт нищив усі руські монастирі і тоді ж було зруйновано і цей монастир.
В 1412 році 13 ділянок території Спишу Угорщина передала Польщі як заставу за великий грошовий кредит. У зв'язку з неповерненням кредиту ці землі на понад три століття увійшли до складу Польщі, і були передані Австро-Угорщині лише в результаті першого поділу Польщі.
Спиш був однією зі спірних територій польсько-чехословацьких прикордонних конфліктів, що відбувалися після утворення обох країн в 1918 році у зв'язку з претензіями на нього.
Спиш належав до Австро-Угорщини (частина у XV — XVIII ст. до Польщі) і становив до 1919 Списький комітат, тепер входить до складу Словаччини (Пряшівський та Кошицький край) і Польщі. Українці заселюють північну і східну частини Спиша (Старо-Любовнянську округу) — частково суцільно (площа 230 км²), частково етнічними островами (найбільше на північному заході висунений о. — с. Остурня). Число українців у Спиші близько 15 000, вони живуть майже винятково в селах і займаються хліборобством та розводять худобу; у селах на північному заході довгий час мав значення мандрівний промисел, зокрема дротярство.
З XII століття головним містом регіону спершу був Списький град, а з XVI століття — Левоча. В наш час найбільшим містом Спиша є Попрад.

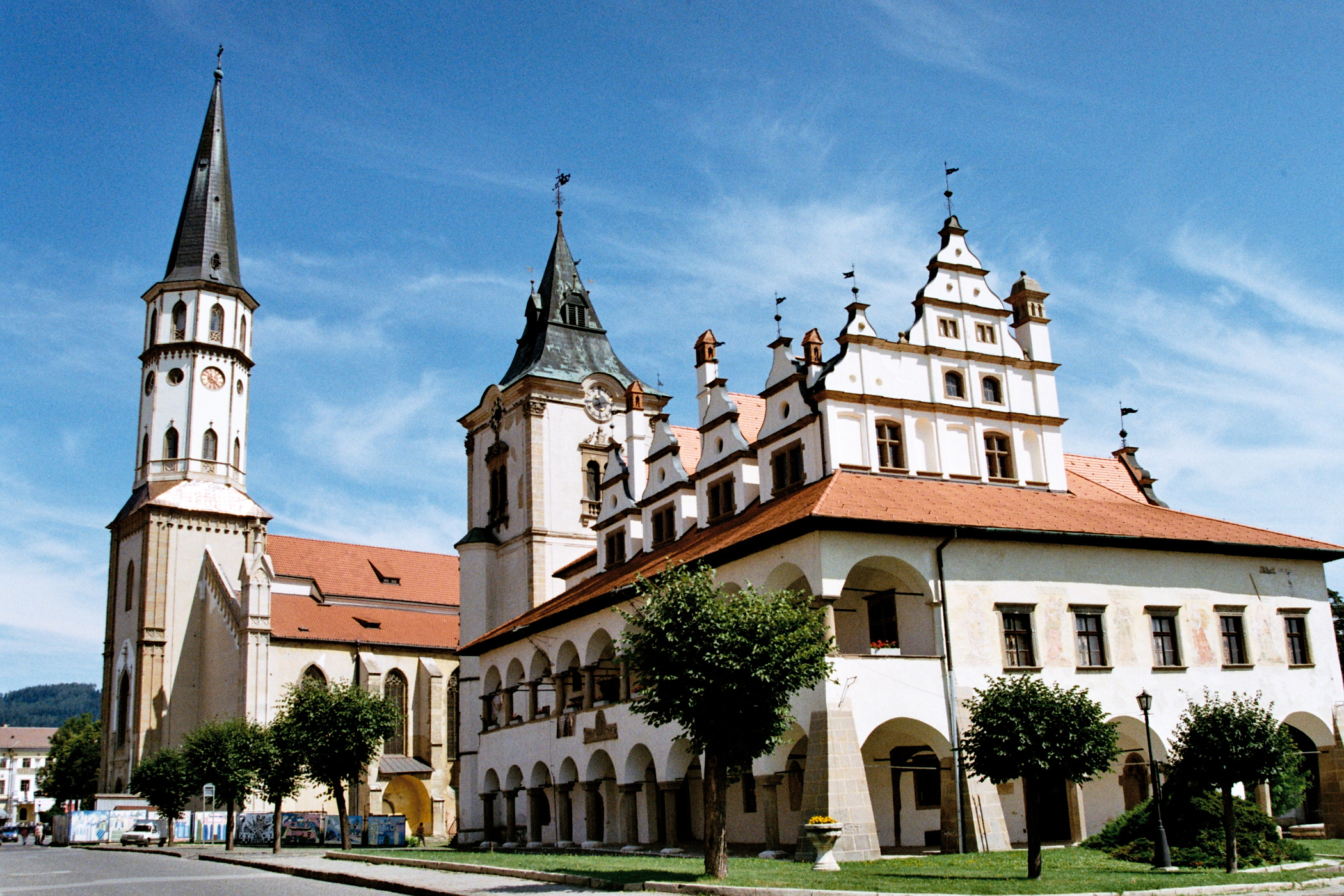
Пізній історичний центр Спишу — Левоча: ратуша та Собор св. Якуба

Після утворення ЗУНР українська етнічна частина комітату повинна була увійти до її складу згідно з «Тимчасовим основним законом» від 13 листопада 1918 року.
До 1919 року Спиш була адміністративно-територіальною одиницею в Транслейтанії. З 1919 Спиш входить до складу Словаччини, а маленька частина — до Польщі.

## Населення
| Частка українців у населенні комітату Спиш по роках | Частка українців у населенні комітату Спиш по роках |
| Рік                                                 | Відсоток                                            |
| --------------------------------------------------- | --------------------------------------------------- |
| 1720                                                | 47,7 %                                              |
| 1782                                                | 21,4 %                                              |
| 1795                                                | 13,9 %                                              |
| 1810                                                | 21,4 %                                              |
| 1820-ті                                             | 13,9 %                                              |
| 1840-ві                                             | 14,3 %                                              |
| 1857                                                | 12,5 %                                              |
| 1869                                                | 13,8 %                                              |
| 1891                                                | 10,7 %                                              |
| 1900                                                | 8.3 %                                               |
| 1910                                                | 7.1 %                                               |

Населення 172.900 чол. (1910). Площа Спишу в 1910 році становила 3654 км². Переважна частина була заселена словаками та німцями, менша, північна, входила до складу української етнографічної території. Як видно з переписів населення Спишського комітату за 1900 та 1910 роки — тільки за це десятиріччя зменшилось русинів з 14,333 т.(8.3 %) до 12,327 т.(7.1 %), та греко-католиків які без сумніву були походженням русини-українці з 22,189 (12.9 %) до 19,638 (11.4 %). Незначно збільшилась частка православних — з 68 до 326 осіб, це було пов'язано з ідеологією москвофільства та похідної ідеології повернення в православ'я з греко-католицизму. Ще більшу різницю ми бачимо між переписами 1869, 1891 та 1910 років.
У XVIII столітті русинів-українців було тут ще більше — 1720 році : 47,7 %, 1782 : 21,4 %, а у 1795: 13,9 %.
Це було наслідком мадяризації та набагато більше словакизації русинів-українців. Стосовно німців переважав процес мадяризації.

### 1869
Населення:
- Словаки: (50,4 %) (разом з польськими гуралями)
- Німці: (35,0 %)
- Русини: (13,8 %)
- Угорці: (0,7 %)

### 1891
Кількість жителів Спишського комітату в 1891 році нараховувалась 163,291 тис.осіб і складалася з наступних мовних спільнот, серед них:
Населення:
- Словаки: 93 214 (57,1 %) (разом з польськими гуралями)
- Німці: 44 958 (27,5 %)
- Русини: 17 518 (10,7 %)
- Угорці: 4 999 (3,1 %)
- Інші або невідомо: 2 602 (1,6 %)

### 1900
Кількість жителів Спишського комітату в 1900 році нараховувалась 174,470 тис.осіб і складалася з наступних мовних спільнот, серед них:
Населення:
- Словаки: 99,557 (57.9 %) (разом з польськими гуралями)
- Німці: 42,885 (24.9 %)
- Русини: 14,333 (8.3 %)
- Угорці: 10,843 (6.3 %)
- Румуни: 314 (0.2 %)
- Хорвати: 37 (0.0 %)
- Серби: 5 (0,0 %)
- Інші або невідомо: 4,117 (2.4 %)

За даними перепису 1900 року, комітат складався з наступних релігійних громад:
Релігійні громади:
- Католики: 114,130 (66.3 %)
- Лютерани: 27,665 (16.1 %)
- Греко-католики: 22,189 (12.9 %)
- Євреї: 7,234 (4.2 %)
- Кальвіністи: 795 (0.5 %)
- Православні: 68 (0,0 %)
- Унітарії: 10 (0,0 %)
- Інші або невідомо: 10 (0,0 %)

### 1910
Кількість жителів Спишського комітату в 1910 році нараховувалась 172,867 тис.осіб і складалася з наступних мовних спільнот, серед них:
Населення:
- Словаки: 97,077 (56.2 %) (разом з польськими гуралями)
- Німці: 38,434 (22.2 %)
- Угорці: 18,658 (10.8 %)
- Русини: 12,327 (7.1 %)
- Румуни: 532 (0.3 %)
- Серби: 145 (0.1 %)
- Хорвати: 65 (0.0 %)
- Інші або невідомо: 5,629 (3.3 %)

За даними перепису 1910 року, округ складався з наступних релігійних громад:
Релігійні громади:
- Католики: 117,497 (68.0 %)
- Лютерани: 26,459 (15.3 %)
- Греко-католики: 19,638 (11.4 %)
- Євреї: 7,475 (4.3 %)
- Кальвіністи: 1,391 (0.8 %)
- Православні: 326 (0.2 %)
- Унітарії: 13 (0,0 %)
- Інші або невідомо: 68 (0,0 %)